# توم فان مول
توم فان مول (12 أكتوبر 1972 في بلجيكا - ) هو لاعب كرة قدم بلجيكي في مركز الدفاع. شارك مع منتخب بلجيكا لكرة القدم. أما مع النوادي، فقد لعب مع سبارتا روتردام وسيركل بروج ونادي آيندهوفن ونادي أوترخت ونادي سينت نيكلاس وK.F.C. Lommel S.K. ‏.

## وصلات خارجية
- توم فان مول على موقع قاعدة بيانات كرة القدم.إي يو (الإنجليزية)
- توم فان مول على موقع عالم كرة القدم.نت (الإنجليزية)